# Dibamus bogadeki
Espèce
Dibamus bogadeki est une espèce de sauriens de la famille des Dibamidae. 

## Répartition
Cette espèce est endémique de Hong Kong en Chine. Elle se rencontre dans les îles Hei Ling Chau et Shek Kwu Chau.

## Étymologie
Cette espèce est nommée en l'honneur d'Anthony Bogadek.

## Publication originale
- Darevsky, 1992 : Two new species of the worm-like lizard Dibamus (Sauria: Dibamidae) with remarks on the distribution and ecology of Dibamus in Vietnam. Asiatic Herpetological Research, vol. 4, p. 1-12 (texte intégral).